# Finale du Championnat d'Europe de football 1984
La finale du Championnat d'Europe de football 1984 oppose la France à l'Espagne au Parc des Princes de Paris le 27 juin 1984. Au terme de la rencontre, la France s'impose sur le score de deux buts à 0 et remporte son premier Championnat d'Europe de football, qui est également le premier titre majeur de son histoire.

## Feuille de match
| Titulaires : |  |
| |  |
| 1 Joël Bats · 5 Patrick Battiston 73e · 4 Maxime Bossis · 15 Yvon Le Roux ( 54e, 85e) · 3 Jean-François Domergue · 14 Jean Tigana · 6 Luis Fernandez · 10 Michel Platini · 12 Alain Giresse · 17 Bernard Lacombe 80e · 11 Bruno Bellone · |  |
| Remplaçants : |  |
| 73e 2 Manuel Amoros · 80e 9 Bernard Genghini · |  |
| Entraîneur : |  |
| Michel Hidalgo |  |

| Titulaires : |  |
| |  |
| 1 Luis Arconada · 2 Santiago Urquiaga · 12 Salva 85e · 10 Ricardo Gallego · 3 José Antonio Camacho · 14 Julio Alberto Moreno 75e · 7 Juan Antonio Señor · 8 Víctor Muñoz · 16 Francisco López Alfaro · 9 Carlos Santillana · 11 Francisco José Carrasco · |  |
| Remplaçants : |  |
| 75e 19 Manuel Sarabia · 85e 15 Roberto Fernández Bonillo · |  |
| Entraîneur : |  |
| Miguel Muñoz |  |

| Titulaires : |  |
| |  |
| 1 Joël Bats · 5 Patrick Battiston 73e · 4 Maxime Bossis · 15 Yvon Le Roux ( 54e, 85e) · 3 Jean-François Domergue · 14 Jean Tigana · 6 Luis Fernandez · 10 Michel Platini · 12 Alain Giresse · 17 Bernard Lacombe 80e · 11 Bruno Bellone · |  |
| Remplaçants : |  |
| 73e 2 Manuel Amoros · 80e 9 Bernard Genghini · |  |
| Entraîneur : |  |
| Michel Hidalgo |  |

| Titulaires : |  |
| |  |
| 1 Luis Arconada · 2 Santiago Urquiaga · 12 Salva 85e · 10 Ricardo Gallego · 3 José Antonio Camacho · 14 Julio Alberto Moreno 75e · 7 Juan Antonio Señor · 8 Víctor Muñoz · 16 Francisco López Alfaro · 9 Carlos Santillana · 11 Francisco José Carrasco · |  |
| Remplaçants : |  |
| 75e 19 Manuel Sarabia · 85e 15 Roberto Fernández Bonillo · |  |
| Entraîneur : |  |
| Miguel Muñoz |  |

## Faits de jeu
Le Roux est expulsé (85e minute) pour deux cartons jaunes. Le but de Bellone est marqué 54" après la fin du temps réglementaire. Après la sortie de Lacombe, Platini devient avant-centre, Genghini entrant comme meneur de jeu.

## Anecdote
Patrick Battiston a simulé une blessure lors de la seconde mi-temps pour qu'Amoros puisse aussi avoir la joie d'y participer.